# Charles Kaboré
Charles Kaboré (Bobo Dioulasso, 9 de fevereiro de 1988) é um futebolista burquinense que atua como volante. Atualmente, defende o Dínamo de Moscou.

## Carreira
Charles Kaboré representou o elenco da Seleção Burquinense de Futebol no Campeonato Africano das Nações de 2017.

## Títulos
Olympique de Marseille
- Copa da Liga Francesa: 2009-10 e 2010–11
- Campeonato Francês: 2009–10
- Supercopa da França: 2010

Burkina Faso
- Campeonato Africano das Nações: 2013 - 2º Lugar.